# Apotolype brevicrista
Apotolype brevicrista är en fjärilsart som beskrevs av Dyar 1895. Apotolype brevicrista ingår i släktet Apotolype och familjen ädelspinnare. Inga underarter finns listade i Catalogue of Life.